# Сторонкин, Яков Михайлович
Яков Михайлович Сторонкин, (1862, с. Прудищи, Васильсурский уезд Нижегородской губернии — 1907) — крестьянин, депутат Государственной думы Российской империи I созыва от Нижегородской губернии.

## Биография
Родился в крестьянской семье в  селе Прудищи Васильсурского уезда Нижегородской губернии. Образование получил в земской сельской школе. Владел наделом площадью в 1 десятину, был вынужден арендовать землю.
15 апреля 1906 избран в Государственную думу Российской империи I созыва от общего состава выборщиков Нижегородского губернского избирательного собрания. Внепартийный. Поставил свою подпись под заявлением депутатов-крестьян о необходимости отложить обсуждение ответного адреса Государственной думы I созыва на тронную речь императора для того, чтобы лучше подготовиться к рассмотрению этого вопроса.
Причина смерти в 1907 году неизвестна.

### Рекомендованные источники
- Российский государственный исторический архив. Фонд 1278. Опись 1 (1-й созыв). Дело 74. Лист 13; Фонд 1327. Опись 1. 1905 год. Дело 141. Лист 85.